# Финтинеле (Прахова)
Финтинеле (рум. Fântânele) — село у повіті Прахова в Румунії. Входить до складу комуни Финтинеле.
Село розташоване на відстані 66 км на північ від Бухареста, 28 км на схід від Плоєшті, 137 км на захід від Галаца, 93 км на південний схід від Брашова.

## Населення
За даними перепису населення 2002 року у селі проживали 2276 осіб, з них 2274 особи (99,9%) румунів. Рідною мовою 2274 особи (99,9%) назвали румунську.